# Bilderbergconferentie 1991

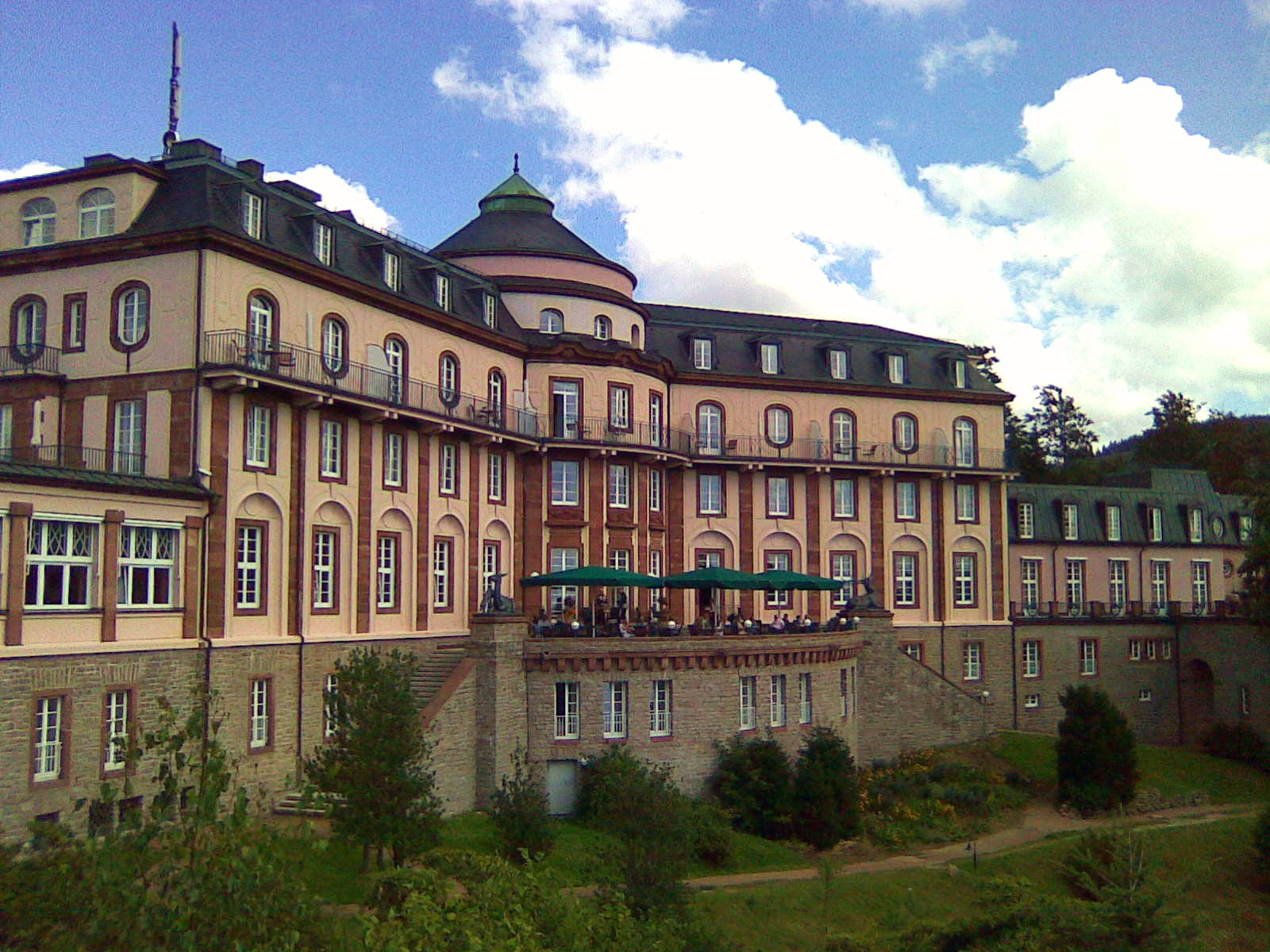
Schlosshotel Bühlerhöhe

De Bilderbergconferentie van 1991 werd gehouden van 6 t/m 9 juni 1991 in het Steigenberger Badischer Hof Hotel en het Schlosshotel Bühlerhöhe in Bühl, Duitsland. Vermeld zijn de officiële agenda indien bekend, alsmede namen van deelnemers indien bekend. Achter de naam van de opgenomen deelnemers staat de hoofdfunctie die ze op het moment van uitnodiging uitoefenden.

## Agenda
- Eastern Europe: economic prospects (Oost-Europa:Economische verwachtingen)
- Developments in the Soviet Union: political and economic impacts on the Alliance (Ontwikkelingen in de Sovjet-Unie:politieke en economische impact op de Alliantie)
- The Middle East: political fallout and future prospects (Het Midden-Oosten:Politieke terugval en toekomstverwachtingen)
- Current Events: German Economic Reconciliation: the Treuhand Experience (Actuele zaken: Duitse economische hereniging)
- The Practical Agenda for the Alliance (De praktische agenda voor de Alliantie)
- Do we have the institutions to deal with the agenda? (Hebben we de juiste instituten om de agenda te behandelen?)
- Economic and financial threats to the Alliance (Economische en financiële bedreigingen voor de Alliantie)
- Current Events: South Africa (Actuele zaken: Zuid-Afrika)
- Current Events: Yugoslavia (Actuele zaken: Joegoslavië)

## Deelnemers
- Nederland - Koningin Beatrix, staatshoofd der Nederlanden
- Nederland - Ernst van der Beugel, Nederlands emeritus hoogleraar Internationale Betrekkingen RU Leiden
- Verenigd Koninkrijk - Peter Carrington, oud-minister van defensie, oud-secretaris-generaal van de NAVO, voorzitter conferentie
- Nederland - Victor Halberstadt
- Verenigde Staten - Theodore Eliot, ambassadeur, secretaris conferentie
- Oostenrijk - Conrad Oort, penningmeester conferentie
- Oostenrijk - Peter Jankowitsh (ECC Integratie)
- Oostenrijk - Guido Schmidt-Chairi (Bankier)
- Oostenrijk - Franz Vranitzky (bondskanselier)
- België - Etienne Davignon (politicus)
- België - Jean-Louis Cadieux (ECC buitenlandse zaken)
- België - Wilfried Martens (premier)
- België - Guy Spitaels (voorzitter van de Belgische socialistische partij)
- Canada - Conrad Black (The Daily Telegraph, Hollinger)
- Canada - Jean-Claue Delome
- Canada - Marie-Josee Druin (Hudson Institute)
- Canada - Anthony G.S. Griffin (directeur)
- Canada - John Polayi (Professor)
- Canada - Michael Wilson (Minister van handel)
- Denemarken - Ritt Bjerregaard (politicus)
- Denemarken - Aage Deuleran (redacteur)
- Denemarken - Nils Wilhjelm (minister van industrie, ex-redacteur)
- Finland - Aatos Erkko (uitgever)
- Finland - Jaakko Honiem (voormalig ambassadeur in de VS)
- Frankrijk - Felicia Cavasse
- Frankrijk - Bertrand Collomb (zakenman bij Lafarge)
- Frankrijk - Claude Imbert (redacteur bij magazine "LE POINT")
- Frankrijk - Marc Ladreit de Lacharriere
- Frankrijk - André Levy-Lang (Bankier)
- Frankrijk - Thierry de Montbrial (Institute of International Relations)
- Frankrijk - Veronique Morali
- Frankrijk - Michel Noir (minister van buitenlandse handel, burgemeester van Lyon)
- Duitsland - Christoph Bertram (redacteur)
- Duitsland - Hans-Otto Bräutigam (Minister van justitie in deelstaat Brandenburg)
- Duitsland - Birgit Breuel (zakenvrouw)
- Duitsland - Günther F.W Dicke
- Duitsland - Werner H. Dieter (zakenman)
- Duitsland - Björn Engholm (in 1991 hoofd van de Duitse Sociaal Democratische Partij)
- Duitsland - Dieter Kastrup (Politician)
- Duitsland - Hilmar Kopper (Bankier)
- Duitsland - Kurt Lauk (Audi)
- Duitsland - Karl Otto Pöhl (Bankier)
- Duitsland - Volker Rühe (politicus)
- Duitsland - Heinz Ruhnau (Lufthansa)
- Duitsland - Theo Sommer (redacteur)
- Duitsland - Erwin Teufel
- Duitsland - Otto Wolf von Amerongen (zakenman)
- Duitsland - Christoph Bertram
- Griekenland - Costa Carras (directeur)
- Griekenland - Efthymios Cristodoulou
- Griekenland - Minos Zombanakis
- IJsland - Bjorn Bjarason (politicus)
- IJsland - David Oddson (politicus)
- Ierland - Peter D. Sutherland (Bankier)
- Italië - Giovanni Agnelli (Fiat)
- Italië - Giampiero Cantoni (Bankier)
- Italië - Gianni De Michelis (Minister van buitenlandse zaken)
- Italië - Mario Monti (Professor)
- Italië - Virginia Rogononi (Minister van defensie)
- Italië - Paolo Zannoni (Fiat)
- Luxemburg - Jacque Santer (premier)
- Nederland - Maja Banck (Sec. Bilderbergconferentie)
- Nederland - Ernst van der Beugel (Professor)
- Nederland - Ben Knapen, hoofdredacteur NRC Handelsblad
- Nederland - Pieter Korteweg (Businessman)
- Nederland - Ruud Lubbers (Prime Minister, President of EEC)
- Noorwegen - Arne Ola Brundtland (Professor)
- Noorwegen - Per Dilev-Simonsen (zakenman)
- Noorwegen - Niels Warring (Bankier)
- Portugal - Franciso Pinto Balsemao (Professor)
- Portugal - Carlos A.P.V. Monjardin (zakenman)
- Portugal - Carlos Pimenta (ECC)
- Spanje - Jaim Carvajal Urquijo (zakenman)
- Spanje - Jordi Pujol i Soley (zakenman en president van de Catalaanse generalitat)
- Spanje - Narcis Serra (vice-premier)
- Spanje - Koningin Sophia
- Zweden - Stan Gustafsson (zakenman)
- Zweden - Las Jonung (Professor)
- Zweden - Bo CE. Ramfors (Bankier, zakenman)
- Zwitserland - Fritz Erber (Businessman)
- Zweden - Alex Krauer (zakenman)
- Zweden - Michael Ringier, uitgever
- Turkije - Selatti Boyazit
- Turkije - Vhit Halefoglu (Minister van buitenlandse zaken)
- Turkije - ugay Ozceri (Minister van buitenlandse zaken)
- Verenigd Koninkrijk - Gordon Brown (oppositieleider - parlementslid)
- Verenigd Koninkrijk - Lawrence Freedman (Professor)
- Verenigd Koninkrijk - Christopher Kgg
- Verenigd Koninkrijk - Andrew Knight (redacteur- News International)
- Verenigd Koninkrijk - Lord Roll of Ipsden (Conservatief politicus, Warburg Bankier)
- Verenigd Koninkrijk - John Smith (oppositieleider)
- Verenigd Koninkrijk - Patrick Wright (hoofd diplomatieke dienst)
- Zwitserland - Arthur Dunkel (VN attaché)
- Verenigde Staten - John R. Galvin (NAVO commandant)
- Nederland - Max Kohnstamm
- Duitsland - Helga Steeg
- Duitsland - Henning Wegener (NAVO)
- Duitsland - Manfred Worner (NAVO)
- Verenigde Staten - Paul Allaire (CEO Xerox, Council on Foreign Relations (CFR))
- Verenigde Staten - George W. Ball (Lehman Brothers, CFR)
- Verenigde Staten - Robert L. Bartley (redacteur Wall St. Journal, CFR)
- Verenigde Staten - Robert Blackwill (Professor Harvard, CFR)
- Verenigde Staten - Michael J. Boskin (Presidentieel Economisch Adviseur)
- Verenigde Staten - Nicholas F. Bady (Minister van Financiën)
- Verenigde Staten - John N Chafee (Senator Rhode Island, CFR, TC)
- Verenigde Staten - Bill D. Clinton (Gouverneur van Arkasas, CFR, TC)
- Verenigde Staten - Charles H. Dalara (Assistant Sec. of International Affairs)
- Verenigde Staten - Kenneth W. Dam (IBM, CFR)
- Verenigde Staten - Diane Feinstein (Ex-burgemeester San Francisco, TC)
- Verenigde Staten - Catharine Grahame (CEO-Washington Post, IA, CFR, TC)
- Verenigde Staten - Maurice R. Greenberg (CEO-AIG Insurance, CFR, TC)
- Verenigde Staten - J. Bennett Johnston (Senator-Louisiana)
- Verenigde Staten - Vernon E. Jordan (advocaat, CFR, TC)
- Verenigde Staten - Henry Kissinger (CEO-Kissinger Associates, CFR, TC, KGB)
- Verenigde Staten - Charles McC. Mathais (advocaat, Ex-Senator, CFR)
- Verenigde Staten - Jack F. Matlock (Ambassador-USSR, CFR)
- Verenigde Staten - Charles W. Muller (Murden & Co., Friends of Bilderberg Inc.)
- Verenigde Staten - William B. Quand (Brookings Institute, NBC News, CFR)
- Verenigde Staten - John S. Reed (CEO-Citicorp Bank, CFR)
- Verenigde Staten - Rozanne L. Ridgeway (Pres.-Atlantic Council, CFR, TC)
- Verenigde Staten - David Rockefeller (CEO-Chase Manhattan Bank, CFR, TC)
- Verenigde Staten - John S.R. Shad (filantroop)
- Verenigde Staten - Thomas W. Sions Jr. (ambassadeur in Polen)
- Verenigde Staten - Alice Victor (Rockefeller's Secretary)
- Verenigde Staten - John C. Whitehead (Ex-Depty Sec. of State, CFR)
- Verenigde Staten - Brayton Wibur Jr. (CEO-Wilbur-Ellis Co., CFR)
- Verenigde Staten - Douglas ilder (Governeur van Virginia)
- Verenigde Staten - Lynn R. Williams (President van United Steelworkers Union)
- Verenigde Staten - Grant F. Winthrop (advocaat)
- Verenigde Staten - James D. Wofensohn (President van James D.Wolfensohn Inc., CFR)
- Verenigde Staten - Robert B Zoellick (State Dept. Economic Advisor)

1954 ·
1955 (1) ·
1955 (2) ·
1956 ·
1957 (1) ·
1957 (2) ·
1958 ·
1959 ·
1960 ·
1961 ·
1962 ·
1963 ·
1964 ·
1965 ·
1966 ·
1967 ·
1968 ·
1969 ·
1970 ·
1971 ·
1972 ·
1973 ·
1974 ·
1975 ·
(1976) ·
1977 ·
1978 ·
1979 ·
1980 ·
1981 ·
1982 ·
1983 ·
1984 ·
1985 ·
1986 ·
1987 ·
1988 ·
1989 ·
1990 ·
1991 ·
1992 ·
1993 ·
1994 ·
1995 ·
1996 ·
1997 ·
1998 ·
1999 ·
2000 ·
2001 ·
2002 ·
2003 ·
2004 ·
2005 ·
2006 ·
2007 ·
2008 ·
2009 ·
2010 ·
2011 ·
2012 ·
2013 ·
2014 ·
2015 ·
2016 ·
2017 ·
2018 ·
2019 ·
2020 ·
2021 ·
2022 ·
2023